# Saraakallio

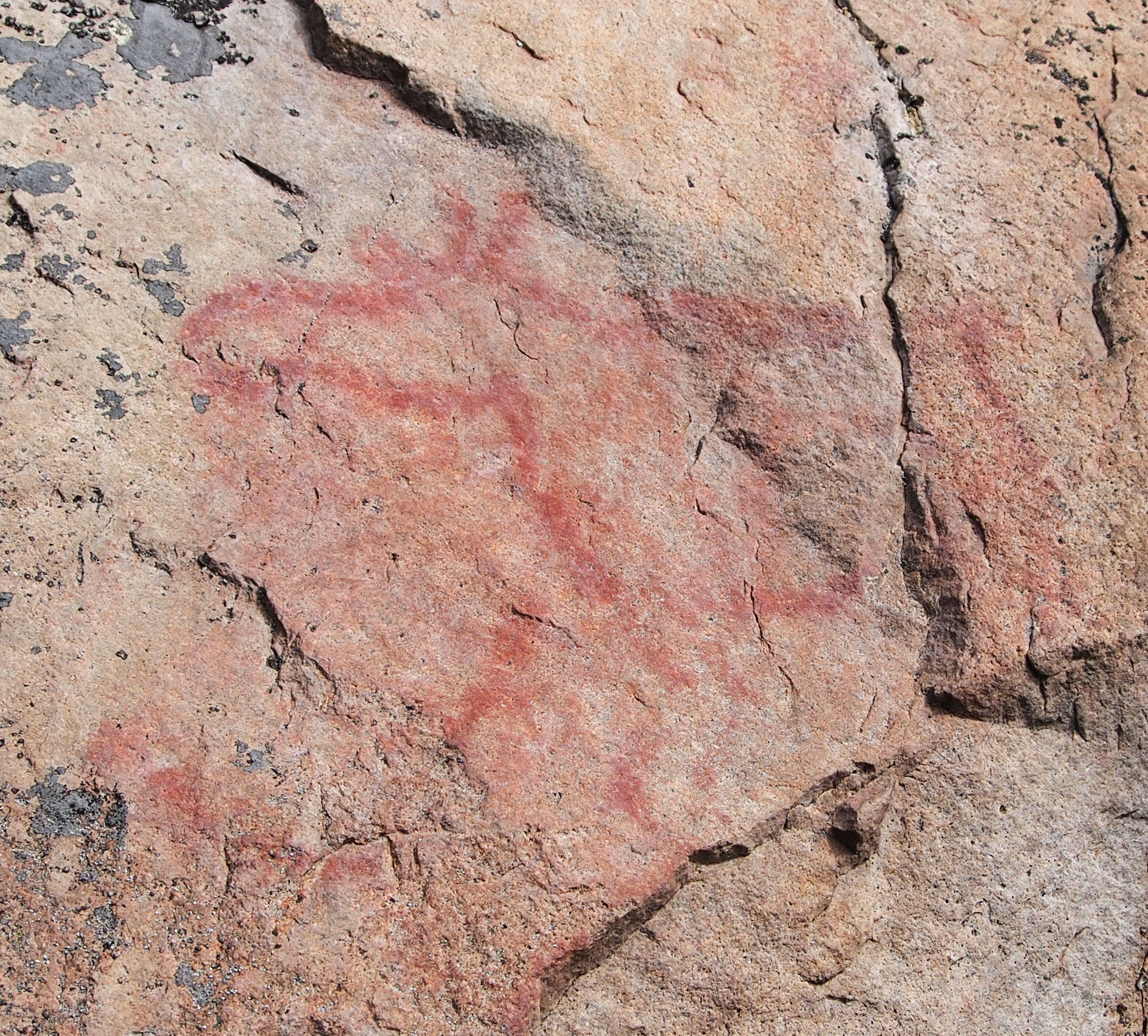
Hällmålning i Saraakallio.

Saraakallio är ett bergsområde med hällmålningar vid västra stranden av sjön Saraavesi i Laukas i Mellersta Finland. 
Målningarna, som länge varit kända för ortsborna, anmäldes år 1975 och har därefter dokumenterats i olika repriser. Målningarna är svårtillgängliga och finns på en brant klippvägg och på en sträcka av 300 meter; 250 meter längre bort finns en mindre grupp målningar. Motiven omfattar bland annat människofigurer, handflator, bilder av älgar och andra fyrfota djur samt bilder vilka ansetts avbilda båtar. De sistnämnda uppträder ofta parvis och har också ansetts föreställa älghorn. Liksom ifråga om andra hällmålningar har bildgalleriet vid Saraakallio uppkommit under en längre tid, vilket ses av att många figurer överlappar varandra och av att de har utförts med färg av olika nyans. Längre mot nordväst ligger Hartikka kamkeramiska stenåldersboplats med ett av Finlands mest betydande gravfält med rödockragravar.